# Patrick Carney
Patrick James Carney (Akron, Ohio; 15 de abril de 1980) es un músico estadounidense conocido por ser el baterista de The Black Keys, un grupo de blues-rock procedente de Ohio. También tiene un proyecto paralelo al que llama Drummer (batería).

## Primeros años
Patrick Carney nació en Akron, Ohio, vivió gran parte de su infancia entre su padre (Jim) y su madre (Mary stormer) los cuales se divorciaron cuando Patrick tenía 8 años. Sin embargo, su tío, Ralph Carney, le influyó de tal forma que comenzó su interés por la música, junto a su amigo de Akron, Dan Auerbach el cual vivía en el mismo barrio y con el que jugaba al tag football.
Patrick fue influenciado durante su adolescencia por grupos tales como “Devo”; “Pavement” y “The Captain Beefheart”.

## Carrera
En 2012, Carney produjo para los Canadian Rockers un álbum autotitulado “The Sheepdogs”. Atlantic Records lo publicó el 4 de septiembre de 2011. En el 2011, produjo también su segundo álbum de estudio por Tennis, titulado “Young & Old” el cual fue producido por Fat Possum Records el 14 de febrero de 2012.

## Vida privada
Carney se casó con la escritora Denise Grollmus en 2007. La pareja se divorció en 2009, ambos hablaron de la tediosa ruptura, tanto Patrick en la revista Rolling Stone como Denise en su novela titulada “Snapshots from a Rock ´N´ Roll Marriage", publicada en Salon el 3 de marzo del año siguiente.
En 2010, Carney y su compañero de grupo, Dan Auerbach, se mudaron fuera de Akron, Ohio, y se establecieron en Nashville, Tennessee. Juntos grabaron uno de sus álbumes que los llevarían a lo más alto, “El Camino”, en el nuevo estudio de Auerbach Easy Eye Sound Studio.
El 13 de febrero de 2011, horas antes de la entrega de los Grammys en Los Ángeles, California, Carney propuso matrimonio a su novia, Emily Ward. Se casaron el 15 de septiembre de 2012, en el jardín trasero de su casa de Nashville. La ceremonia de la boda fue oficiada por el actor Will Forte, con la banda sonora de “Crimson & Clover”. Carney and Ward luego de más de tres años de matrimonio, la pareja se divorció en enero de 2016.
En 2015, Branch conoció a Patrick Carney de los the Black Keys en una fiesta de los Grammy, y comenzaron a salir. En 2017, Branch y su hija se mudaron a Nashville. Su hijo, Rhys James, nació en agosto de 2018. La pareja reside en Nashville con sus dos loberas irlandesas llamadas Charlotte y Darla. Branch y Carney se casaron el 20 de abril de 2019. En diciembre de 2020 anunció que había sufrido un aborto espontáneo. En agosto de 2021, Branch anunció que estaba embarazada. El 2 de febrero de 2022 nació su hija Willie Jacquet Carney. En agosto de 2022 se hizo pública su separación.